# Foulkes Developments

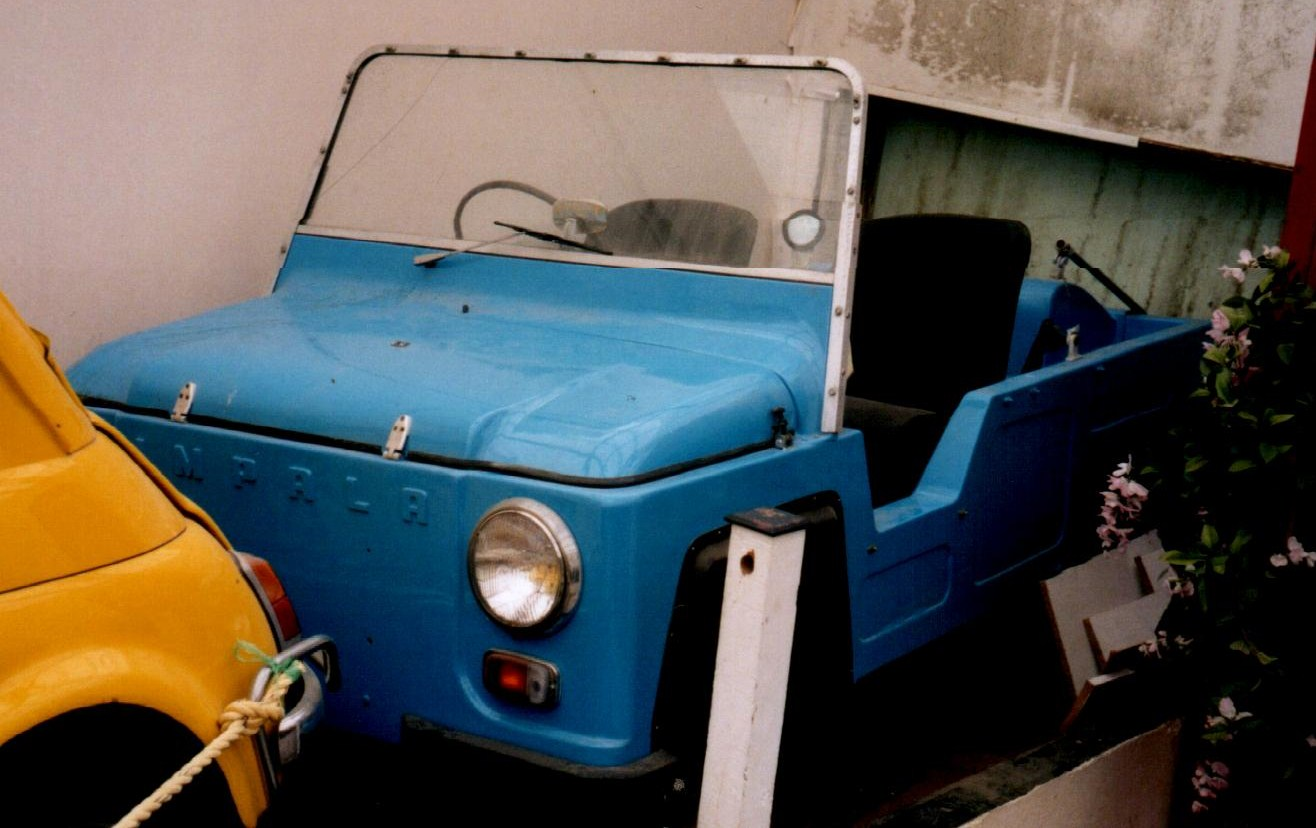
Foulkes Impala Burro

Foulkes Developments Limited war ein britischer Hersteller von Automobilen.

## Unternehmensgeschichte
Alan Foulkes gründete 1981 das Unternehmen in Dartmouth in der Grafschaft Devon. Er begann mit der Produktion von Automobilen und Kits. Der Markenname lautete Foulkes. 1988 endete die Produktion. Insgesamt entstanden etwa 30 Exemplare.

## Fahrzeuge
Im Angebot stand nur ein Modell. Dies war der Impala Burro. Als Basis diente ein Leiterrahmen. Darauf wurde eine offene Karosserie im Stile eines Strandwagens montiert, die aus Fiberglas bestand und einteilig war. Die Zweizylindermotoren kamen vom Fiat Nuova 500 und Fiat 126 und waren im Heck angeordnet. Die anfangs eckig ausgeführten Radhäuser waren ab 1984 rund. Bei einigen Ausführungen befand sich das Reserverad auf der vorderen Haube. Manche Fahrzeuge hatten einen Scheibenwischer, andere zwei. Zwischen den Scheinwerfern befand sich der Modellname IMPALA in Großbuchstaben. Ein Bausatz kostete im ersten Jahr 626 Pfund.